# مقاطعة باتنا
مقاطعة باتنا هي مقاطعة في الهند، تقع في Patna division ‏، وحكم البنغال، بلغ عدد سكانها 5,838,465  نسمة وذلك حسب إحصائيات سنة 2011، عاصمتها باتنا، تبلغ مساحتها 3,202 كيلومتر مربع.

## الموقع
تشترك في الحدود مع:
- ساران
- جيهان أباد (الهند)
- Arwal district [الإنجليزية]‏
- Nalanda district [الإنجليزية]‏.

## المناخ
يظهر الجدول التالي التغييرات المناخية على مدار السنة لمقاطعة باتنا:
| البيانات المناخية لـمقاطعة باتنا  | البيانات المناخية لـمقاطعة باتنا | البيانات المناخية لـمقاطعة باتنا | البيانات المناخية لـمقاطعة باتنا | البيانات المناخية لـمقاطعة باتنا | البيانات المناخية لـمقاطعة باتنا | البيانات المناخية لـمقاطعة باتنا | البيانات المناخية لـمقاطعة باتنا | البيانات المناخية لـمقاطعة باتنا | البيانات المناخية لـمقاطعة باتنا | البيانات المناخية لـمقاطعة باتنا | البيانات المناخية لـمقاطعة باتنا | البيانات المناخية لـمقاطعة باتنا | البيانات المناخية لـمقاطعة باتنا |
| الشهر                             | يناير                            | فبراير                           | مارس                             | أبريل                            | مايو                             | يونيو                            | يوليو                            | أغسطس                            | سبتمبر                           | أكتوبر                           | نوفمبر                           | ديسمبر                           | المعدل السنوي                    |
| --------------------------------- | -------------------------------- | -------------------------------- | -------------------------------- | -------------------------------- | -------------------------------- | -------------------------------- | -------------------------------- | -------------------------------- | -------------------------------- | -------------------------------- | -------------------------------- | -------------------------------- | -------------------------------- |
| متوسط درجة الحرارة الكبرى °م (°ف) | 23.3 (73.9)                      | 26.5 (79.7)                      | 32.6 (90.7)                      | 37.7 (99.9)                      | 38.9 (102.0)                     | 36.7 (98.1)                      | 33.0 (91.4)                      | 32.4 (90.3)                      | 32.3 (90.1)                      | 31.5 (88.7)                      | 28.8 (83.8)                      | 24.7 (76.5)                      | 31.53 (88.75)                    |
| متوسط درجة الحرارة الصغرى °م (°ف) | 9.2 (48.6)                       | 11.6 (52.9)                      | 16.4 (61.5)                      | 22.3 (72.1)                      | 25.2 (77.4)                      | 26.7 (80.1)                      | 26.2 (79.2)                      | 26.1 (79.0)                      | 25.7 (78.3)                      | 21.8 (71.2)                      | 14.7 (58.5)                      | 9.9 (49.8)                       | 19.65 (67.37)                    |
| الهطول مم (إنش)                   | 19 (0.7)                         | 11 (0.4)                         | 11 (0.4)                         | 8 (0.3)                          | 33 (1.3)                         | 134 (5.3)                        | 306 (12.0)                       | 274 (10.8)                       | 227 (8.9)                        | 94 (3.7)                         | 9 (0.4)                          | 4 (0.2)                          | 1٬130 (44.5)                     |
| المصدر: worldweather.org          |                                  |                                  |                                  |                                  |                                  |                                  |                                  |                                  |                                  |                                  |                                  |                                  |                                  |